# Samuel Hartlib
Samuel Hartlib (oder Hartlieb, * um 1600 in Elbing, Königlich-Preußen; † 1662 in London, England) war ein deutsch-englischer Wissenschaftler und Pädagoge.

## Leben und Wirken
Hartlib war ein Sohn von Georg Hartlib (um 1552–1627), einem Kaufmann und Bankier, und dessen dritter Frau Elizabeth Langton (um 1570–um 1650). Elizabeths Vater war 1579 Mitbegründer der Eastland Company. Ein Bruder war Georg Hartlib (um 1590–1651), später Rektor der protestantischen Schule in Vilnius.
Eine erste Ausbildung erhielt Hartlib am akademischen Gymnasium in Brieg. Er verbrachte möglicherweise einige Zeit an der Universität Königsberg. Wahrscheinlich ab 1621 war Hartlib in Cambridge. Er war dort Schützling von John Preston (1587–1628), dem Master des Emmanuel College. Dort lernte er wahrscheinlich Thomas Ball (1590–1659) und John Stoughton (1593–1639) kennen, die Prestons Schriften herausgaben. In Cambridge war Hartlib nicht immatrikuliert und machte auch keinen Abschluss. Vermutlich im Frühjahr 1626 kehrte Hartlib nach Elbing zurück.
Im Spätsommer 1628 kehrt Hartlib nach England zurück. Am 20. Januar 1629 heiratete er in der Londoner St Dionis Backchurch Mary Burningham († 1658), mit der er mindestens vier Söhne und zwei Töchter hatte.
Er schloss sich der idealistischen Geheimgesellschaft „Antilia“ an, die Mitglieder vor allem in Deutschland hatte und sich der Reformierung von Religion und Erziehung widmete. Sie wollte alle Sekten und Kirchen vereinigen, um sie auf die Wiederkunft Christi vorzubereiten. 1630 gründete er im Auftrag der Gesellschaft eine Akademie (Schule) in Chichester. Nach deren Scheitern ging er nach London, um nun anderen bei der Verwirklichung ihrer Reformgedanken zu helfen.
Sein eigenes Lieblingsprojekt war die Gründung eines aus öffentlichen Mitteln finanzierten Adressbüros (Office of Publick Adresse – nach dem Modell des Bureau d´Adresse von Théophraste Renaudot in Paris), das Informationen von Wissenschaftlern aller Wissensgebiete sammeln und zum allgemeinen Nutzen miteinander verknüpfen sollte, also ein Vorläufer wissenschaftlicher Akademien wie der Royal Society. Der Schwerpunkt lag dabei auf praktisch anwendbaren Wissenschaften. Sie sollte auch zum Austausch in- und ausländischer Kaufleute dienen, der Verbreitung von Erfindungen dienen und die Gönnerschaft reicher Sponsoren sichern. Die dazu notwendigen finanziellen Mittel konnte er nicht beschaffen, doch erhielt er bei seinen Finanzierungsbemühungen wenigstens soviel öffentliche Mittel, um seinen Lebensunterhalt und den einiger notleidender Wissenschaftler zu bestreiten. 1657/58 gründete er ein Adressbüro in Dublin. Offiziell wurde er als Kaufmann bezeichnet, scheint aber nicht als solcher gearbeitet zu haben.
Hartlib unterstützte protestantische Glaubensflüchtlinge aus dem vom Dreißigjährigen Krieg verheerten Mitteleuropa in England und lud Johann Amos Comenius 1641 nach England ein und gab dessen Schrift Prodomus pansophiae und andere Werke heraus und unterstützte dessen Ideen zur Bildungsreform. Er war auch ein Verfechter der Bemühungen von John Dury um protestantische Einheit. Seine Ideen eines aufgeklärten, Bildung und Wissenschaft fördernden Staates legte er in seiner Utopie A description of the famous kingdom of Macaria von 1641 dar. Sie war von den Utopien von Thomas Morus, Francis Bacon und Johann Valentin Andreae beeinflusst (er dringt darauf, dass der Schriftsteller John Hall eine englische Übersetzung des Buchs von Andreae anfertigt, veröffentlicht 1647). Wie Dury stand er unter dem Einfluss von Andreae, mit dem er auch korrespondierte.
Hartlib entfaltete eine rege Tätigkeit zur Förderung von Wissenschaft und Erziehung und bildete das Zentrum des „Hartlib-Kreises“. Zu seinem Kreis gehörten Robert Hooke und Robert Boyle. und ihre alchemistische Tätigkeit wurde unterstützt von Kenelm Digby. Weiter gehörten William Petty, der Chemiker Benjamin Worsley (1618–1673), die Brüder Gerard (1604–1650) und Arnold Boate (1606–1653) sowie Cressy Dymock (fl. 1629–1660) und Gabriel Plattes (um 1600–1644) zum Kreis. Er hatte auch Kontakt zu John Milton, der ihm sein On Education (1644) widmete, und dem Mathematiker John Pell, mit dem er korrespondierte, als er in der Schweiz war. Er korrespondierte unter anderem mit Johannes Hevelius in Danzig, John Dury in den Niederlanden und Deutschland, John Winthrop und George Starkey in Neuengland und mit Henry Oldenbourg. Auch mit Samuel Pepys stand er in Verbindung, der Gast auf der Hochzeit seiner Tochter Nan mit John Roth aus Utrecht war, mit Thomas Hobbes, Christopher Wren, John Evelyn und Pierre Gassendi.

## Schriften (Auswahl)
- Conatuum Comenianorum praeludia. William Turner, Oxford 1637 (Digitalisat) – als Herausgeber eines Manuskripts von Johann Amos Comenius
- A briefe relation of that which hath been lately attempted to procure ecclesiastical peace amongst Protestants. London 1641 (Volltext, Digitalisat).
- A description of the famous kingdome of Macaria […]. London 1641 (Volltext).
- A motion tending to the publick good of this age and of posteritie […]. London 1642 (Volltext) – als Herausgeber von an John Dury gerichteten Briefen.
- A faithfvll and seasonable advice, or, The necessity of a correspondencie for the advancement of the Protestant cause humbly suggested to the great councell of England assembled in Parliament. [London?] 1643 (Volltext).
- Considerations tending to the happy accomplishment of Englands reformation in church and state.: Humbly presented to the piety and wisdome of the High and Honourable Court of Parliament. [London] 1647 (Volltext).
- A further discoverie of the office of publick addresse for accommodations. London 1648 (Volltext).
- Samuel Hartlib his legacie: or An enlargement of the Discourse of husbandry used in Brabant and Flaunders […]. London 1651 (Volltext, Digitalisat).
  - 3. Auflage: Samuel Hartlib, his legacy of husbandry […]. London 1655 (Volltext, Digitalisat).